# Davor Dominiković
Davor Dominiković (født 7. april 1978 i Metković, Jugoslavien) er en kroatisk tidligere håndboldspiller og nuværende håndboldtræner. Som aktiv spillede han i flere store europæiske klubber som THW Kiel, HSV Hamburg, Portland San Antonio og FC Barcelona, med hvem han vandt Champions League i 2005. 

## Landshold
Dominiković var en del af det kroatiske landshold, der blev verdensmestre i 2003 og olympiske mestre i 2004. Han var også med ved OL 2008, hvor Kroatien blev nummer fire. Han var desuden med til at vinde VM-sølv 2005 og EM-sølv 2008.